# Joseph Mazzola
Joseph Mazzola (* 1. April 1799 in Luzern; † 4. Juni 1871 in Luzern, heimatberechtigt in Luzern) war ein Schweizer Politiker (konservativ).

## Biografie
Joseph Mazzola kam als Sohn des Bankiers Johann Evangelist Mazzola und der Jacobea Mazzola, geborene Falcini, zur Welt. Sein Grossvater Giuseppe Mazzola war aus Domodossola (im heutigen Italien) zugewandert und hatte sich 1798 in Luzern niedergelassen. Seine Ausbildung im Bankgewerbe machte er in der Bank Balthasar Falcini (ab 1843 Bank Mazzola und Söhne). Er wurde Teilhaber dieser Bank am Kornmarkt in Luzern. Ab 1828 übte er mehrere Ämter im Justizbereich aus. Von 1827 bis 1832 war er Bezirksrichter. Ab 1830 war Mazzola Stadtrichter und 1831 bis 1832 Beisitzer im Friedensgericht der Stadt Luzern. Zwischen 1828 und 1836 bekleidete er zudem verschiedene Posten im Fürsorgebereich (Verwalter Unterstützungsfonds Stadt Luzern, Armen- und Waisenrat). Vom 17. November 1832 bis zum 14. Dezember 1838 war er Präsident der kantonalen Handelskammer (damals Handlungskammer genannt). 
Auf kommunaler Ebene begann Joseph Mazzola seine politische Karriere im Jahr 1841. Nebst der Wahl in den Luzerner Stadtrat wurde Joseph Mazzola am 5. Juni 1841 auch noch zum Stadtpräsidenten gewählt. Beide Ämter lehnte er nach einer Bedenkzeit ab.
Seine politische Karriere auf kantonaler Ebene begann mit der Mitgliedschaft im Luzerner Grossen Rat (heute Kantonsrat), dem er von 1828 bis 1831, 1841 und von 1845 bis 1847 angehörte. Mazzola vertrat den Wahlkreis Luzern. Bei der Wahl 1831 lehnte er die Wiederwahl ab. Im Jahr 1831 war Joseph Mazzola Mitglied des Verfassungsrats. Am 21. September 1841 wurde er zum Mitglied des Regierungsrats (Kantonsregierung) des Kantons Luzern gewählt. Auch diese Wahl lehnte er ab. Vom 4. August 1841 bis zum 15. Juli 1843 war Mazzola Mitglied der kantonalen Postkommission.
Im Militärbereich war Joseph Mazzola 1827 bis 1828 Mitglied des Kantonalen Kriegsrats. Am 30. Dezember 1832 wurde er zum Quartiermeister befördert.
Joseph Mazzola heiratete am 18. Juni 1821 Anna Krauer.